# Oleksandrivka, Bilopillea
Oleksandrivka (în ucraineană Олександрівка) este un sat în comuna Tucine din raionul Bilopillea, regiunea Sumî, Ucraina.

## Demografie
Componența lingvistică a localității Oleksandrivka
     Ucraineană (99,3%)
     Alte limbi (0,7%)
Conform recensământului din 2001, majoritatea populației localității Oleksandrivka era vorbitoare de ucraineană (99,3%), existând în minoritate și vorbitori de alte limbi.